# Lutjanus sanguineus
Lutjanus sanguineus is een straalvinnige vis uit de familie van snappers (Lutjanidae) en behoort derhalve tot de orde van baarsachtigen (Perciformes). De vis kan een lengte bereiken van 100 centimeter. De hoogst geregistreerde leeftijd is 13 jaar.

## Leefomgeving
Lutjanus sanguineus is een zoutwatervis. De vis prefereert een tropisch klimaat en heeft zich verspreid over de Grote en Indische Oceaan. De diepteverspreiding is 9 tot 100 meter onder het wateroppervlak.

## Relatie tot de mens
Lutjanus sanguineus is voor de visserij van groot commercieel belang. In de hengelsport wordt er weinig op de vis gejaagd. Tevens wordt de soort gevangen voor commerciële aquaria.